# Mezzo di comunicazione di massa

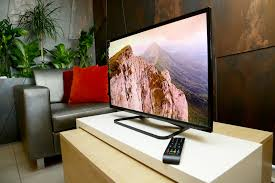
Televisore

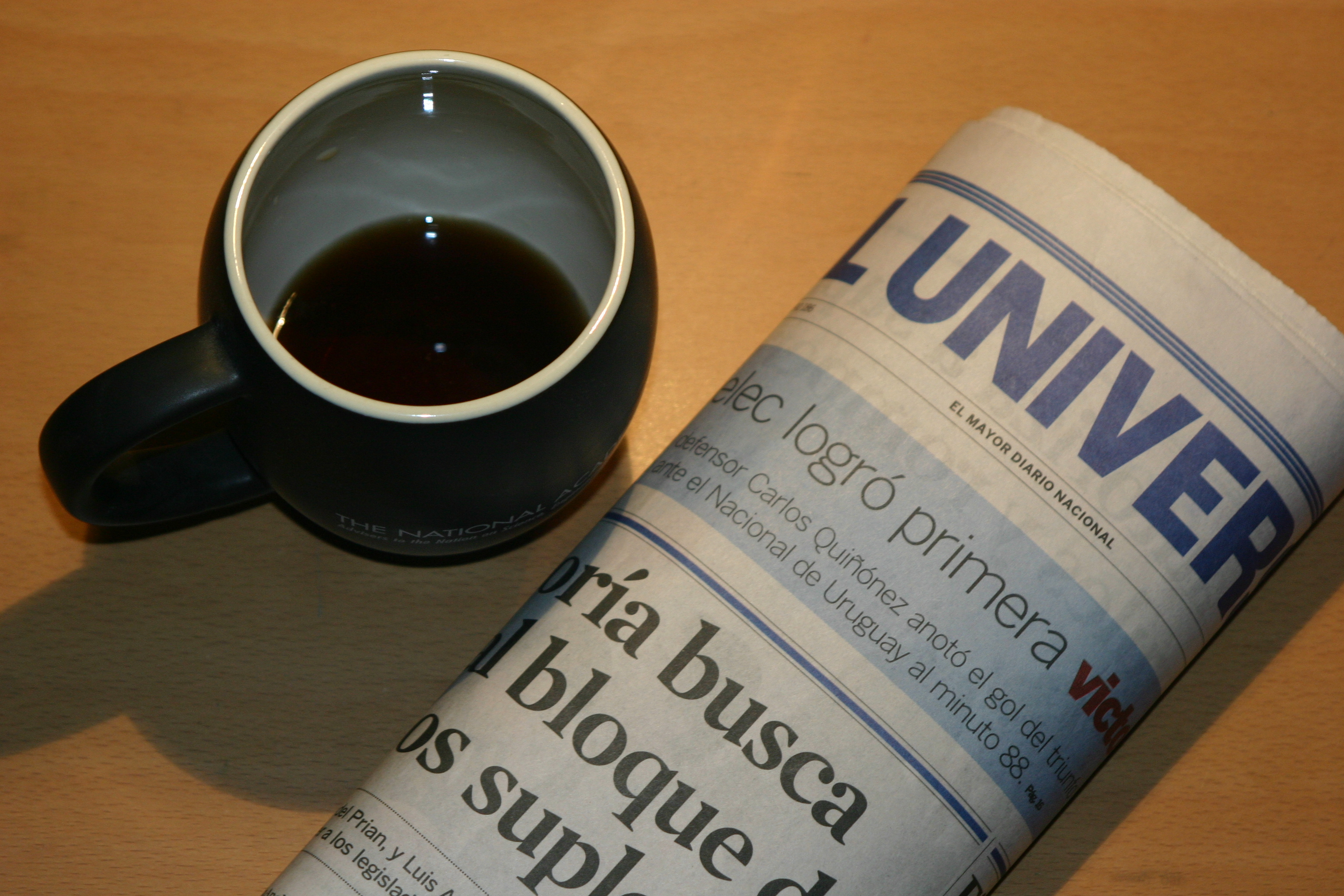
Quotidiano

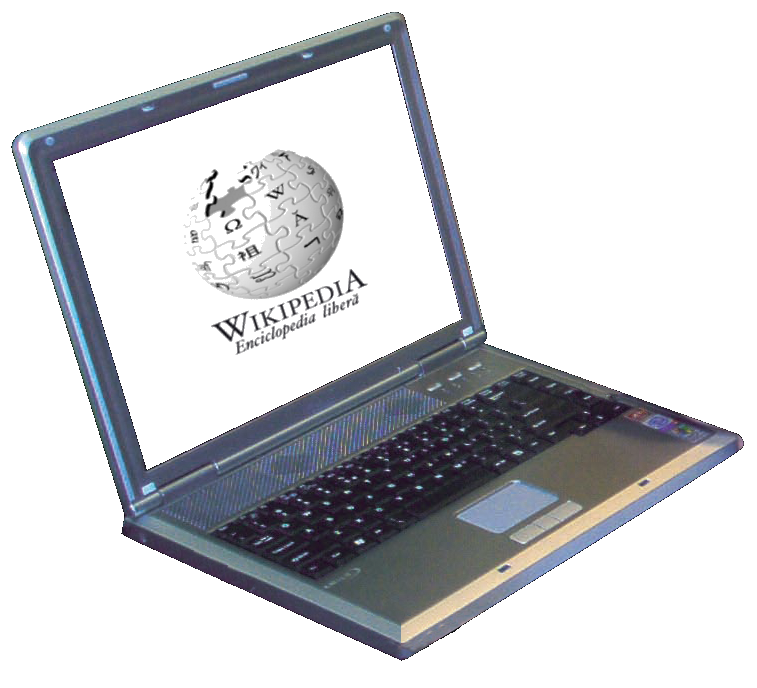
Computer portatile

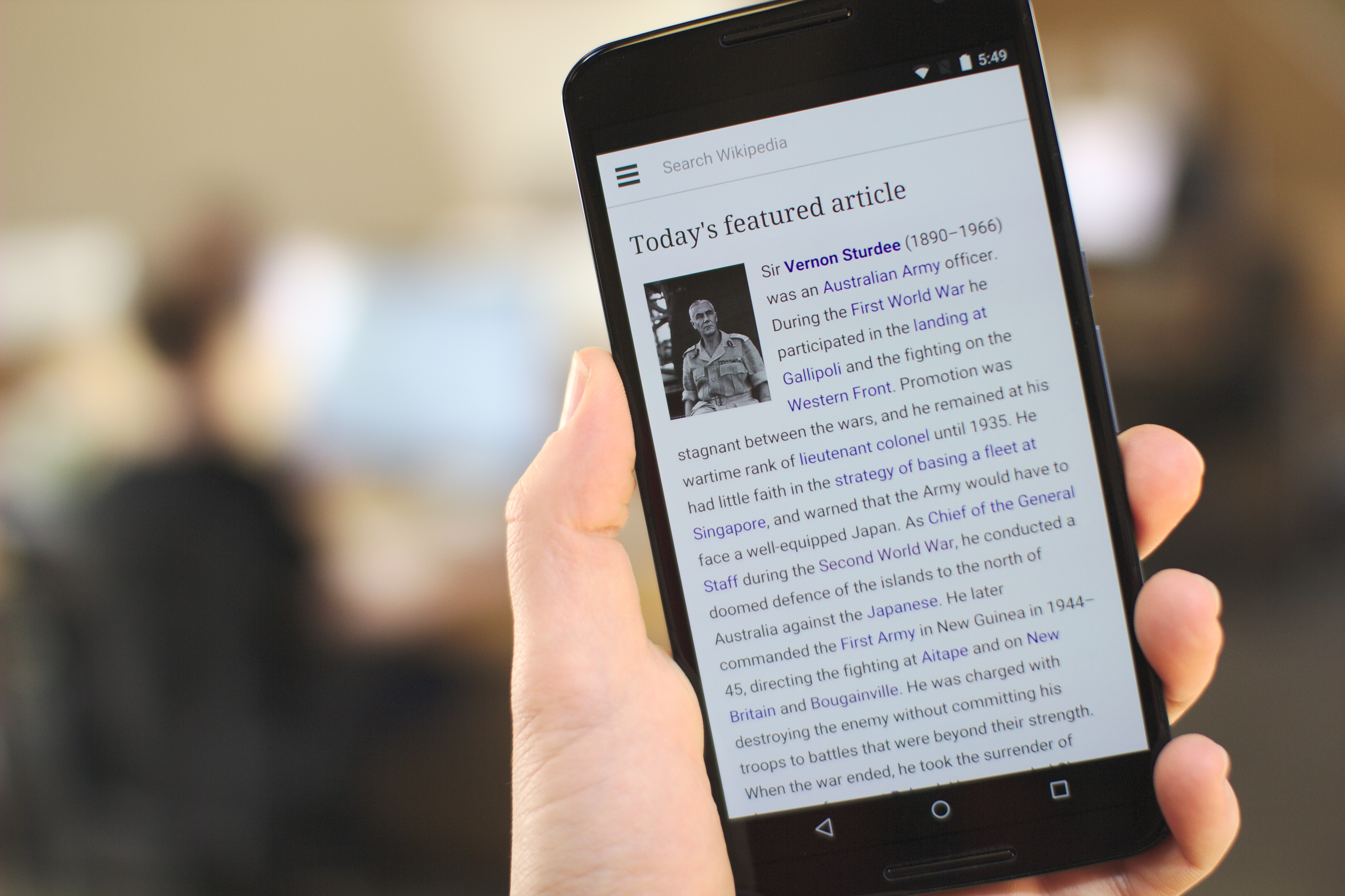
Telefono cellulare

Un mezzo di comunicazione di massa, o medium di massa, è un mezzo in grado di veicolare informazioni a un vasto pubblico.
La locuzione fu coniata insieme all'espressione «comunicazione di massa» nella prima metà del XX secolo in ambito anglosassone. Secondo la definizione di McQuail i "mezzi di comunicazione di massa", o "media di massa" (in inglese mass media), sono mezzi progettati per mettere in atto forme di comunicazione «aperte, a distanza, con tante persone in un breve lasso di tempo».
In altre parole la comunicazione di massa (quella classe dei fenomeni comunicativi che si basa sull'uso dei media) è costituita da organizzazioni complesse che hanno lo scopo di «produrre e diffondere messaggi indirizzati a pubblici molto ampi e inclusivi, comprendenti settori estremamente differenziati della popolazione». Per più di quattro secoli, l'unico vero medium di massa è stata la «parola stampata», grazie all'invenzione della stampa a caratteri mobili di Gutenberg (tra 1455 e 1457).
Agli inizi del XIX secolo, lo sviluppo delle ferrovie, insieme ai progressi nella distribuzione delle reti elettriche, crearono le condizioni per la nascita del secondo mezzo di comunicazione di massa: il telegrafo. Ad esso seguirono, con un crescendo sempre più rapido, il telefono, il cinema, la radio e la televisione.
La nascita e l'apertura in senso commerciale delle reti telematiche, in particolare l'avvento di Internet, costituiscono al momento la tappa più recente di questo percorso. In virtù dei tratti peculiari che mostrano (peraltro non tutti in antitesi rispetto ai cosiddetti «media tradizionali»), ci si riferisce ai dispositivi basati sulle nuove tecnologie di comunicazione in rete con l'espressione «nuovi media».

## Etimologia e uso del termine
Mass media (pronuncia inglese: [ˈmæs ˈmiːdiə]) è una locuzione mutuata dalla lingua inglese, come unione di mass (in italiano "massa"), con media (plurale di medium, di origine latina; traducibile con "mezzo [di comunicazione]"). Medium fu scelto perché la lingua inglese non possiede un termine con il doppio significato di "mezzo" (come strumento) e "qualcosa che sta a metà tra due poli" (cioè tra l'emittente di un messaggio e il destinatario).
Il termine mass media è usato solitamente al plurale sia in italiano sia in inglese, dove il singolare mass medium è adoperato raramente e pressoché solo nella letteratura scientifica; occasionalmente si incontra in italiano medium di massa al singolare.
Sia medium che media pertanto sono voci di ritorno, ragion per cui in italiano vengono pronunciati sia /ˈmidjum, ˈmidja/ (più simile all'inglese) sia /ˈmɛdjum, ˈmɛdja/ (all'italiana).

## Storia
Gli esseri umani, per la maggior parte della storia, hanno accumulato ed elaborato informazioni stabilendo relazioni comunicative faccia a faccia, le persone, cioè, «interagivano scambiandosi forme simboliche o impegnandosi in altri tipi d'azione all'interno di un luogo fisico condiviso, il luogo in cui si incontravano». Al contrario, sempre più al giorno d'oggi «non possiamo sfuggire ai media, perché essi sono coinvolti in ogni aspetto della nostra vita quotidiana». In un mondo sempre più interconnesso, ogni persona conosce per lo più in modo indiretto, perché «l'ambiente reale è troppo complesso per consentire una conoscenza diretta. [...] E pur dovendo operare in questo ambiente è costretto a costruirlo su un modello più semplice per poterne venire a capo». È parte ormai dell'esperienza comune, riconoscere che un ruolo centrale nel processo di formazione delle immagini mentali che costituiscono il modello semplificato di ambiente (pseudo-environment) cui allude Lippmann è giocato dai media di massa, in virtù della capacità che gli appartiene di proporsi come «fonti facilmente accessibili e fruibili per la rielaborazione di significati complessi, contribuendo a costruire e socializzare rappresentazioni di realtà che gli individui tendono sempre più a utilizzare come “guida pratica” di orientamento nella complessità del mondo».
Prima dell'invenzione della stampa lo sviluppo dei media è stato piuttosto lento in quanto i libri, molto costosi, erano destinati ai pochi che sapessero leggere. Con la rivoluzione industriale e la successiva invenzione delle rotative e della carta economica, le notizie, prodotte più facilmente, iniziarono a trasmettersi più velocemente. In sostanza, le invenzioni che si sono susseguite nell'Ottocento hanno permesso, da un lato, di trasportare messaggi a distanza più velocemente e, dall'altro, di raggiungere intere masse di pubblico letterato più capillarmente. La prima invenzione fu il telegrafo, cui seguirono il telefono e il cinema.
Nel Novecento (il «secolo delle masse») i media di massa sono entrati nelle case di tutti: prima la radio, poi la televisione e infine Internet. I media hanno cambiato le abitudini quotidiane di un numero sempre maggiore di persone.
Malgrado la diffusione della stampa dal XV-XVI secolo in poi, tra i più la diffusione dei media di massa si fa risalire al XX secolo. In tale periodo divenne per la prima volta possibile, grazie alla radio, la diffusione dell'informazione in "tempo reale", cioè senza nessun intervallo di tempo tra l'emissione del messaggio e la sua ricezione. Ciò consentì la possibilità di misurare scientificamente la ricezione dei messaggi e diede origine a parecchi studi.
Il susseguirsi di innovazioni tecnologiche consentì per la prima volta la riproduzione di contenuti in grandi quantità a basso costo. Le tecnologie di riproduzione fisica, come la stampa, l'incisione di dischi musicali e la riproduzione di pellicole cinematografiche consentirono la riproduzione di libri, giornali e film a basso prezzo per un ampio pubblico. Per la prima volta la televisione e la radio consentirono la riproduzione elettronica dell'informazione.
I media di massa erano (almeno alle origini) basati sull'economia della replicazione lineare: secondo tale modello un'opera procura denaro in modo proporzionale al numero di copie vendute, mentre al crescere del volume di produzione, i costi unitari decrescono, incrementando ulteriormente i margini di profitto. L'industria dei mass media è all'origine di grandi fortune personali.
Se inizialmente con media di massa si faceva sostanzialmente riferimento a giornali, radio e televisione, alla fine del XX secolo, si assiste alla prepotente affermazione di Internet e del computer. Attualmente anche i telefoni cellulari sono da considerare mezzi di comunicazione di massa, ma non dei media di massa, bensì dei media digitali (nuovi media), che con reti digitali veicolano informazioni sia 'uno-uno' che 'uno-tutti'.

## Caratteristiche
Se definiamo con la parola "media" gli strumenti attraverso cui avvengono i processi di mediazione simbolica in una data comunità di utenti, allora possiamo affermare che il primo strumento a disposizione dell'uomo è stato, sin dai tempi della preistoria, il suo stesso corpo, attraverso i gesti e i suoni. E la pietra con cui l'uomo preistorico disegnò i graffiti fu il suo primo "medium" esterno. Successivamente, la tradizione orale delle conoscenze tramandate da genitore a figlio avviò un processo evolutivo che portò a definire come media fondamentali tre principali veicoli d'informazione: testo scritto, immagini, suoni.
Nell'età moderna e contemporanea, è interessante osservare come la natura di questi media fondamentali non sia stata alterata:
- l'uomo impara sempre e comunque dal testo scritto (dal papiro, ai codici medievali, al testo stampato e fino al moderno ipertesto);
- l'uomo impara sempre e comunque osservando le immagini (dai primi graffiti alla fotografia e ai filmati);
- i suoni, memorizzati sullo spartito mediante uno specifico linguaggio, oggi sono registrabili su supporti magnetici ed ottici e la loro funzione di mediazione resta intatta.

### Tipi di media di massa
L'ampia gamma dei mezzi di comunicazione di massa può essere ordinata come segue:
- Stampati (libri, opuscoli, giornali, fumetti, riviste, ecc.) dalla fine del XV secolo;
- Registrazioni (dischi in vinile, nastri magnetici, musicassette, CD, VHS, DVD ecc.) dalla fine del XIX secolo;
- Cinema dagli anni 1900;
- Radio dagli anni '20;
- Televisione dagli anni '50;
- Internet dagli anni '90.

### Processo di comunicazione mediale
Per processo di comunicazione mediale si intende un processo di comunicazione in cui l’emittente è rappresentato dalle stazioni televisive o da mezzi di comunicazione in formato cartaceo e il ricevente è il pubblico. L’analisi di tale processo può essere effettuata partendo dalla formula di Harold Lasswell costituita da cinque voci (Who, What, Whom, Where, What effects) che in termini più operativi possono essere tradotti in Emittente, messaggio prodotto, mezzo, pubblico, effetti e che tiene in considerazione tutti gli elementi della comunicazione:
1. Who (emittente) ossia le televisioni o le testate giornalistiche e radiofoniche chi lavora per costruire un messaggio;
2. What (messaggio) il contenuto risultante da un processo di ideazione e produzione e distribuzione i codici utilizzati per esprimerlo;
3. Whom (pubblico) il pubblico nelle diverse tipologie reale o potenziale, un pubblico che deve essere conosciuto attraverso ricerche e categorizzato a livello culturale o socio-demografico;
4. Where (mezzo) l’emittente o il mezzo utilizzato che caratterizza il codice da utilizzare;
5. What effects (effetti) gli effetti a breve o lungo termine ma anche come un determinato prodotto modifica il comportamento o i modelli culturali del pubblico.

Il processo di ideazione e produzione ha inizio nella fase di codifica, ossia di traduzione dell'idea in un testo (nel caso televisivo in immagini). Il prodotto deve guidare lo spettatore nel processo interpretativo ed attrarlo su determinati passaggi chiamati marcatori. Tali possono essere rappresentati da punti con effetti speciali o musicali, scene centrali di un racconto ecc.. Alla fase di codifica segue quella di decodifica, cioè di decodifica da parte del ricevente e deve essere considerato come il flusso comunicativo di risposta da parte del pubblico. Tale risposta è determinata dal processo interpretativo e di decodifica che il ricevente attua sulla base delle sue specificità. Gli effetti sono infine il risultato del doppio flusso codifica-decodifica del processo di comunicazione mediale e rappresentano la risultante nel pubblico dopo che è avvenuta l’interpretazione.

## Aspetti sociali

### I media e la democrazia
Nel corso del tempo si è diffusa l'idea che in una società democratica, affinché la democrazia possa dirsi completa, debbano essere presenti dei mezzi di informazione indipendenti che possano informare i cittadini su argomenti riguardanti i governi e le entità aziendali; questo perché i cittadini, pur disponendo del diritto di voto, non sarebbero in grado di esercitarlo con una "scelta informata" che rispecchi i loro reali interessi ed opinioni. Secondo quest'ottica, nell'ambito del principio fondante delle democrazie liberali, ovvero la separazione dei poteri, oltre all'esecutivo, al giudiziario e al legislativo, il ruolo dei media di fonti di informazione per i cittadini andrebbe considerato come un quarto potere da rendere autonomo rispetto agli altri. Alcuni paesi, come la Spagna nel 2005, hanno avviato riforme rivolte a rendere indipendenti le televisioni pubbliche dai controlli politici.

### Internet e i mezzi di comunicazione di massa
Sebbene venga resa disponibile una gran quantità di informazioni, immagini e commenti (cioè "contenuti"), spesso è difficile determinare l'autenticità e l'affidabilità dell'informazione contenuta nelle pagine web (che spesso sono auto pubblicate). Alcuni sostengono però che Internet rispecchi la contraddittorietà del mondo reale e che l'apparente maggiore affidabilità dell'informazione televisiva e giornalistica sia dovuta al ristretto numero di canali informativi e alla tendenza a omologare l'informazione tradizionale su modelli comuni. Tra essi si può considerare Marcello Foa con il suo Gli stregoni della notizia.
Internet consente la diffusione di notizie e informazioni in pochi minuti in tutto il pianeta, sostituendo spesso, grazie alla sua relativa economicità e facilità d'uso, i mezzi di comunicazione tradizionali (posta, telefono, fax).
Questo rapido sviluppo di comunicazione istantanea e decentrata porterà probabilmente a cambiamenti significativi nella struttura dei media di massa e nel loro rapporto con la società.

### Influenza dei media
La concezione in base alla quale i media sono degli strumenti molto potenti e in grado di condizionare non solo le menti e i comportamenti degli individui, ma anche delle istituzioni, è attuale. Tale concezione era nata dalla psicologia behaviorista, imperante negli ambienti accademici, dall'esperienza dell'uso della propaganda nella prima guerra mondiale e negli anni successivi che vedono l'ascesa delle ideologie totalitarie, nonché dell'esperimento radiofonico di Orson Welles "La Guerra dei Mondi", che provocò una reazione di panico in molti radioascoltatori.
A questi fattori bisogna aggiungere il dibattito sull'influsso negativo esercitato dal cinema e dalla televisione, in particolare modo in riferimento ai contenuti violenti e agli effetti sui bambini. Oggi questo dibattito è portato avanti da quanti sono preoccupati anche degli effetti sulle relazioni personali, sulla conoscenza e quelli causati da contenuti sessualmente espliciti di internet (sexting, grooming, sfruttamento sessuale dei minori attraverso la rete, ecc).
Sono state avanzate numerose ricerche psico-sociali sull'influenza dei media. Due sono stati i filoni di ricerca principali: la prima, detta degli effetti forti, che sosteneva la grande influenza persuasiva dei media. La seconda, detta degli effetti limitati, che era orientata invece a focalizzare l'attenzione più sull'influenza del messaggio che sulla potenza di persuasione dei media in sé. In seguito alle scoperte di sull'effetto dell'agenda setting dei mass media e di Elisabeth Noelle-Neumann della spirale del silenzio, si è tornato a parlare di effetti cognoscitivi misurabili dei media sull'audience.
Il modello degli effetti forti fu elaborato dagli studiosi di psicologia sociale durante gli anni trenta e quaranta. Secondo questo modello, i media erano ritenuti capaci di produrre ogni effetto possibile sul loro pubblico considerato del tutto passivo. La base teorica era fornita dalle analisi tecniche di propaganda impiegate con efficacia nella prima e nella seconda guerra mondiale. L'evidenza sperimentale fu fornita anche da Carl Hovland e dai suoi colleghi alla fine degli anni quaranta e cinquanta. Attraverso molti esperimenti, Hovland e altri studiosi identificarono le caratteristiche che emittente, messaggio e destinatari dovevano avere per portare al cambiamento di opinione. Tra le varie teorie che possono annoverarsi all'interno di questo filone, va ricordata la teoria ipodermica, elaborata negli anni quaranta da Harold Lasswell, chiamata anche teoria dell'ago ipodermico. Si tratta di un modello di studio che considera i mass media come potenti strumenti di persuasione, che agiscono direttamente su una massa passiva e inerte. La comunicazione viene vista essenzialmente come un processo diretto di stimolo e risposta, in cui il messaggio viene ricevuto senza alcun'intermediazione e, importante da sottolineare, gli effetti sono dati per scontati, e quindi nemmeno analizzati.
Nel loro studio sul comportamento elettorale, intitolato "The people's choice" (1944), Paul Felix Lazarsfeld, Berelson e Gaudet sostengono invece che i media hanno poca influenza sulle scelte di voto degli individui.
Da questo contributo ha preso piede il modello degli effetti limitati. Il principale effetto riscontrato da Lazarsfeld e dai suoi colleghi è infatti quello secondo cui i media rafforzano le opinioni esistenti, mentre solo una piccola percentuale di elettori è portata a cambiare completamente opinione, ma più per effetto degli opinion leader che a causa dei media stessi. Nasce da qui, la teoria del flusso a due fasi di comunicazione, elaborata da Paul Felix Lazarsfeld ed Elihu Katz nel 1955. Secondo tale teoria non esiste un unico flusso diretto e univoco di informazioni che va dai media ai destinatari finali, bensì un processo a due stadi. Il primo passa dai media agli opinion leader. Solo in un secondo momento il messaggio viene filtrato e veicolato dagli opinion leader al gruppo sociale di riferimento. Appartiene alla tradizione degli effetti limitati anche la teoria degli usi e gratificazioni, sviluppata all'inizio degli anni sessanta dal sociologo e studioso della comunicazione americano Elihu Katz. Questo modello sposta l'attenzione dai media al destinatario finale del processo di comunicazione, vale a dire il pubblico. Katz infatti ritiene, al contrario delle precedenti teorie, che il pubblico abbia sempre un ruolo attivo e consapevole nella fruizione dei contenuti dei mezzi di comunicazione di massa. Alla base di questa teoria, c'è la convinzione che i mass media competono con altre risorse per la soddisfazione dei bisogni del pubblico.
A partire dalla fine degli anni sessanta, nascono nuove posizioni a favore della concezione che i media producono effetti forti. Tra queste assume particolare rilievo la teoria dell'agenda setting, elaborata dagli studiosi Maxwell McCombs e Donald Shaw. Secondo questa teoria, i mass media non riflettono la realtà, ma piuttosto la filtrano e la modellano. Inoltre i mass media concentrano la loro attenzione su pochi temi e si sforzano di far credere al pubblico che essi siano i più importanti.
Un'altra posizione trova la sua massima espressione nei lavori di Elisabeth Noelle-Neumann con la cosiddetta teoria della spirale del silenzio. Questa teoria, elaborata negli anni settanta, sostiene che le persone in genere hanno paura dell'isolamento sociale, e nel caso in cui si trovino ad avere un'opinione difforme da quella della maggioranza preferiscono tacere la propria. Pertanto, quando il setting dell'agenda dei media spinge certi temi all'attenzione pubblica e ne trascura altri magari più veri e urgenti, questi ultimi cadranno nella spirale del silenzio accompagnati dalla frustrazione di coloro che vorrebbero che se ne parlasse.
Il terzo filone di ricerca sugli effetti sociali dei media che si è imposto a partire dagli anni 90 è stato il framing, nato in parte come costola dell'agenda setting e come applicazione delle idee di Erving Goffman nel suo libro Frame Analysis: An Essay on the Organization of Experience (1974). Framing significa inquadrare, porre una questione dentro una cornice determinata. Consiste in un'operazione simultaneamente concettuale e linguistica “in cui il senso delle parole non indica solamente il senso delle cose di cui si sta parlando, ma lo “orienta” e lo “inquadra” dando o togliendo dalle cose certe loro qualità" (Noblejas, 2006). Un esempio rende l'idea con sottile umorismo: “Immaginiamo di far parte dell'equipaggio di una nave. Un bel giorno il nostromo ci dice: “state attenti all'umore del capitano”. Questo sarebbe un agenda setting, cioè, sottolineare ed evidenziare una questione pubblica di interesse comune. Ci troveremmo, invece, dinanzi al framing qualora il nostromo dicesse: “attenzione! Il capitano è sobrio”. Questa frase apparentemente innocua, che anzi sembra una descrizione “positiva” e piena di buone intenzioni di uno stato di fatto, è invece un'azione che fissa nella nostra mente l'idea che il capitano abitualmente non è sobrio. Tale effetto è indipendente dal fatto che il capitano sia veramente alcolizzato o meno".
Le implicazioni per la comunicazione politica e commerciale hanno moltiplicato gli studi accademici sul framing, anche a dismisura, in modo che oggi quasi tutto si riduce a un problema di inquadramento, confondendo così le frontiere fra linee di ricerca diverse, pur relazionate. Senza entrare ora nel merito dell'attuale discussione accademica sull'argomento, è bene evidenziare una delle formulazioni pioniere ed originali del framing, fornita da Robert Entman: “Possiamo definire framing come il processo di cogliere alcuni degli elementi di una realtà percepita e di assemblarli in una narrazione che sottolinea le connessioni fra di loro, allo scopo di promuovere un'interpretazione particolare”.
Sono quattro le funzioni svolte dai frames, secondo Entman: definire i termini del problema, offrirne un'interpretazione causale, incapsulare un giudizio morale su di esso e prospettarne una soluzione o rimedio, una linea di azione. Sicuramente il frame più riuscito della comunicazione politica degli ultimi tempi è stato quello di inquadrare gli eventi e la risposta successiva alle azioni terroristiche dell'11 settembre come “war on terror”, guerra al terrorismo. Come afferma Reese, gli antagonisti della politica estera di George Bush non sono riusciti a offrire un contro-frame efficace. Le critiche restano sempre imbrigliate nell'arena definita dal primo, criticando, ad esempio, il fallimento della “guerra al terrorismo”. Chi definisce per primo i termini di una contesa politica o ideologica ha molto guadagnato, così che l'unico modo di contrastarlo è eseguire un'operazione di “re-framing”.
Le teorie sui media menzionate, ovvero l'agenda setting, la spirale del silenzio e il framing, ricordano alcuni concetti sviluppati nell'ambito della retorica. Le loro rilevazioni attraverso metodi positivi caratteristici della sociologia empirica mettono in evidenza l'attualità della retorica, l'arte del discorso pubblico. La differenza risiede nel fatto, non trascurabile, che il discorso pubblico oggi è mediato dai mezzi di comunicazione sociale, con tutti i condizionanti – commerciali, di linguaggio a seconda dei “formati”, di lavoro “industriale”, anche di potere politico ed economico, ecc.- che questi mezzi portano con sé. Nell'essenziale però resta discorso, discorso pubblico. Da pochi anni sono iniziati delle ricerche che combinano questi indirizzi metodologici specie nell'ambito della famiglia: sulla rappresentazione della famiglia su Twitter, sulla paternità nel giornalismo, sulle serie tv e le telenovela.

#### I quattro tipi di effetti psicologici dei media
I principali 4 effetti dei media che vengono studiati in psicologia sono: 
- effetti educativi
- effetti motivazionali e regolatori
- effetti di desensibilizzazione e assuefazione
- effetto di costruzione sociale della realtà

Questi effetti vengono studiati attraverso approcci differenti:
- esperimenti controllati
- studi correlazionali
- studi correlati sul campo
- osservazione di eventi naturalistici altamente informativi

I dati raccolti in questi studi vengono infine incrociati per valutare eventuali convergenze..

#### La violenza nei media
Con l'avvento dei mass media fruiti da tutte le fasce di età, sono sopravvenute problematiche in merito ai contenuti trasmessi non adatti alle generazioni più giovani, una di queste riguarda la rappresentazione della violenza con scene più o meno crude in diversi palinsesti. Questo dilemma soggiace da una parte con la libertà di informazione e dall'altra alla necessità di tutela delle fasce deboli. Diversi studi hanno evidenziato come la visione di violenza mediatica ha forti effetti sulla violenza imitativa soprattutto in soggetti in età prescolare.
La tesi di Giovanni Sartori "Homo videns" si avvicina molto alle posizioni di Popper: «Una tesi che si fonda sul fatto che i bambini guardano la televisione per ore e ore, prima di imparare a leggere e a scrivere». Data l'alta quantità di violenza che appare sugli schermi televisivi i bambini vi si abituano e diventano da adulti più violenti, è però per Sartori solo un pezzetto della questione, perché quello che il bambino assorbe è non solo violenza ma anche un "imprinting", uno stampo formativo tutto centrato sul vedere.
Il tempo trascorso dai bambini davanti allo schermo è stato calcolato nel 1994 in circa 40 ore settimanali. Secondo la psicologia moderna, assistere continuamente a spettacoli violenti causa quattro effetti in una mente ancora in fase di formazione come quella del bambino:
1. una permanente difficoltà di distinguere la realtà dalla finzione (visto che spesso nessun adulto è presente per fare da mediatore e chiarificatore);
2. la disumanizzazione orientata sul soggetto: di fronte a tanta violenza il bambino può acquisire una vera mancanza di empatia nella sofferenza altrui.
3. la disumanizzazione orientata sull'oggetto: il bambino può iniziare a ritenere che in fondo gli altri siano oggetti, reificando quindi il prossimo, che diventa ai suoi occhi una cosa e non una persona;
4. di conseguenza la televisione violenta potrebbe diventare istigatrice di azioni aggressive.

I bambini da soli di fronte alla televisione non sono ancora capaci di distinguere la realtà dalla finzione. "Sono allontanati non solo dalla curiosità di ascoltare fiabe, raccontate dai genitori e qualche volta dai nonni, ma anche, come sostiene Pietro Boccia, dalla possibilità di abituarsi ad una sana e corretta lettura". Se i direttori dei palinsesti ed i consiglieri delle reti televisive ritengono di poter continuare a trasmettere programmi ad alto tasso di violenza ed a basso contenuto pedagogico ed informativo, con la scusa di dare alla gente quello che vuole, essi dimenticano che dovrebbero mettere da parte la logica degli ascolti e far valere i principi della democrazia. Infatti in democrazia tutti dovrebbero avere uguali possibilità di sviluppo della propria unicità e diversità. La cattiva televisione rischia invece di provocare uno scadimento collettivo delle coscienze critiche di un paese: vale in questo caso il detto il sonno della ragione genera mostri.
(Albert Bandura 2017)

## Problematiche dei media di massa
Nel corso degli anni è stata prodotta un'enorme quantità di studi e ricerche sugli effetti causati dai media e ancora oggi gli esperti si dividono, secondo una famosa definizione di Umberto Eco, fra "apocalittici" (per i quali i media hanno una portata sostanzialmente distruttiva rispetto alla socializzazione ordinaria) e "integrati" (propensi piuttosto a considerare gli esiti positivi e controllabili della socializzazione tramite media).
Inoltre i media di massa, per la loro stessa struttura comunicativa, modificano profondamente la nostra percezione della realtà e della cultura, secondo il principio di Marshall McLuhan per cui "il medium è il messaggio". Infine, poiché un aspetto molto importante della comunicazione di massa è la produzione in serie di messaggi come "merce", diventa molto importante lo studio delle strategie con cui vengono prodotti e diffusi i messaggi, specialmente quando lo scopo di questi messaggi è quello di influenzare le idee ed i comportamenti dei destinatari, come accade nella comunicazione politica o nella pubblicità.
Diversi studi di psicologia hanno dimostrato che l'atteggiamento dello spettatore di cinema o televisivo rispetto allo spettacolo che sta guardando è di maggiore "passività" rispetto al lettore di un libro, in quanto nota di meno le contraddizioni all'interno del documento stesso.

### I mezzi di comunicazione di massa come agenti di socializzazione
La socializzazione corrisponde all'apprendimento di valori, norme, modelli culturali da parte dei membri di una collettività. Essi non vengono solo conosciuti, ma anche interiorizzati, così che la maggior parte dei desideri, delle aspettative e dei bisogni degli individui vi si conformano fino a percepire come "naturale" adottare certe scelte piuttosto che altre.
Gli enti di socializzazione tradizionali sono la famiglia e la scuola, alle quali si associa il gruppo dei pari, cioè un insieme di persone che interagiscono in modo ordinato grazie a comuni aspettative riguardanti il comportamento reciproco. A questi si aggiungono nella società postindustriale le comunicazioni di massa, con un impatto spesso diverso a seconda delle fasce generazionali.
La socializzazione svolta dai media di massa dipende sia da strategie intenzionali (per cui, ad esempio, esistono libri, articoli, trasmissioni, siti internet educativi o informativi) sia da effetti non esplicitamente dichiarati o comunque indiretti. In questi ultimi rientrano la socializzazione ai consumi che scaturisce dalla pubblicità e, in generale, la presenza nei più disparati prodotti audiovisivi (telefilm, film) di messaggi relativi a valori e modelli di vita che hanno un potente effetto di socializzazione anche su un pubblico appartenente a realtà molto diverse.
La socializzazione prodotta dai media agisce su due livelli: per un certo verso essi sono un potente mezzo di socializzazione primaria, in quanto forniscono ai bambini una serie di valori, ruoli, atteggiamenti, competenze e modelli precedentemente forniti esclusivamente dalla famiglia, dalla comunità o dalla scuola. Essi sono dunque degli agenti paralleli di socializzazione.
Vi è anche nei media una socializzazione secondaria: essi forniscono informazione e intrattenimento attraverso i quali le persone accrescono la propria consapevolezza sulla realtà sociale, allargano la sfera delle conoscenze che possono essere utilizzate negli scambi sociali, ricevono delle strutture interpretative.

### La televisione cattiva maestra (Pasolini e Popper)
Pier Paolo Pasolini aveva già intuito i cambiamenti sociali e culturali prodotti dalla massificazione televisiva. Iniziò ad accorgersi che tutti i giovani di borgata avevano iniziato a vestire, comportarsi, pensare in modo analogo. Se prima di allora per Pasolini si poteva distinguere un proletario da un borghese, oppure un comunista da un fascista, già agli inizi degli anni settanta non era più possibile: la società italiana si stava già omologando a macchia d'olio.
Pasolini chiamò questi fenomeni mutazione antropologica, prendendo a prestito il termine dalla biologia. In biologia la mutazione genetica è determinata prima dalla variazione e poi dalla fissazione. Nel caso della "mutazione antropologica" la variazione delle mode e dei desideri della collettività è decisa prima nei consigli d'amministrazione delle reti televisive nazionali e poi viene fissata nelle menti dei telespettatori tramite messaggi manipolatori subliminali e pubblicità.
Alcuni pensano che il più grave problema causato dalla televisione moderna sia la violenza che essa propina ai bambini. Karl Popper, analizzando i contenuti dei programmi e gli effetti sugli spettatori televisivi, giunge alla conclusione che il piccolo schermo sia diventato ormai un potere incontrollato, capace di immettere nella società ingenti dosi di violenza. La televisione cambia radicalmente l'ambiente e dall'ambiente così brutalmente modificato i bambini traggono i modelli da imitare. Risultato: stiamo facendo crescere tanti piccoli criminali. Dobbiamo fermare questo meccanismo prima che sia troppo tardi perché la televisione è peggiorata. Se non si agisce essa tende inesorabilmente a peggiorare per una sua legge interna, quella degli ascolti, che Popper formulava più famigliarmente come legge dell'« aggiunta di spezie » che servono a far mangiare cibi senza sapore che altrimenti nessuno vorrebbe. La televisione raggiunge una grande quantità di bambini, più di quelli che neppure la più affascinante maestra d'asilo riesce a vedere nell'arco di una vita. Conta più dell'asilo e della scuola materna;si trova a fare il mestiere della maestra, ma non lo sa e per questo è una cattiva maestra. I produttori di tv, fanno affari, cercano gli ascolti, lavorano per primeggiare nello spettacolo, vogliono più pubblicità, hanno come fine l'intrattenimento delle masse, e invece hanno messo su un gigantesco asilo d'infanzia, più importante, influente, seducente di tutti gli asili e le scuole del mondo.
Il filosofo austriaco si pone il problema di cosa fare, e dice che in molti (tra i quali John Condry, coautore di "Cattiva maestra televisione", Reset, 1994) pensano che non si possa fare nulla, soprattutto in un Paese democratico. Infatti: 1 - la censura è evidentemente antidemocratica, e 2- la censura potrebbe intervenire solo "dopo", cioè quando ormai l'eventuale "contenuto" censurabile è già stato trasmesso e visto (in altre parole, non sarebbe pensabile una censura "preventiva"). Nell'opera citata passa quindi ad illustrare la sua proposta: occorrerebbe una patente per fare televisione, così come per i medici esistono, nei Paesi civili, organismi attraverso cui essi si auto-controllano. Se non si attuano questi provvedimenti, il rischio in cui si incorre - secondo Popper - è quello di avere giovani sempre più disumanizzati, violenti ed indifferenti. Egli, inoltre, spiega che esiste la necessità urgente di adottare tali provvedimenti: la televisione, egli dice, è diventata un potere colossale; se continuerà ad essere incontrollata o mal controllata diventerà un potere troppo grande perfino per la democrazia, la quale sarà quindi a rischio.

### Famiglia e mass media
All'interno delle dinamiche di influenza dei media, assume particolare rilievo negli studi sociali degli ultimi venti anni, il tema del rapporto tra famiglia e mass media.
In Italia l'argomento ha avuto un notevole sviluppo: studi etnografici sulla fruizione o il consumo televisivo di Casetti, Aroldi–Colombo e Fanchi; studio dei meccanismi di identificazione antropologica dello spettatore con i personaggi negli studi di Bettetini – Fumagalli, Brenes e Braga. La preoccupazione dominante è stata quella del rapporto educativo fra la famiglia e i mass media, della necessità di imparare ad usare i mass media come risorsa educativa. È in questo contesto che è nato in Italia un portale che si occupa proprio del rapporto fra la famiglia e i mass media con tale prospettiva, espressione del gruppo di ricerca internazionale Family and Media.
Riassumendo, lo studio della famiglia e delle sue dinamiche si è imposto nelle ricerche sulla comunicazione di massa a partire dalla prima metà degli anni 80. Si sono succedute in particolare tre prospettive di ricerca: le ricerche che considerano la famiglia come oggetto di rappresentazione o banco di prova su cui testare la veridicità dei messaggi diffusi dai media e la loro forza di persuasione; le ricerche che si occupano della famiglia come luogo di fruizione e ambiente fisico e relazionale che ospita il consumo; e le ricerche che trattano la famiglia come soggetto di consumo vero e proprio, terminale privilegiato e fruitore attivo i prodotti mediatici.
Il primo filone di ricerca della famiglia come oggetto di rappresentazione è costituito dall'analisi delle influenze che le rappresentazioni mediatiche esercitano sulla quotidianità della famiglia. L'idea di fondo è che i mass media entrino in relazione con la famiglia rappresentandola e che quest'ultima sia esposta alla loro influenza e disponibile ad assumere i modelli di vita e di comportamento che essi propongono. In questo quadro, il problema centrale diventa quello di stabilire il grado di corrispondenza tra la realtà e le rappresentazioni della famiglia prodotte e diffuse dai mezzi di comunicazione di massa. Opinione comune a quasi tutte le ricerche è che i mass media restituiscano un'immagine distorta del nucleo domestico. Da un lato infatti, la standardizzazione delle procedure produttive rende necessarie la semplificazione delle dinamiche familiari. Dall'altro lato, l'esigenza di confezionare un prodotto gradevole e accattivante, obbliga a spettacolarizzare la realtà domestica, enfatizzando le svolte eclatanti, i momenti di crisi e di rottura in luogo della ricostruzione delle modalità quotidiane di gestione delle relazioni.
Il secondo filone di ricerca della famiglia come luogo di fruizione, muove dal riconoscimento della crucialità del contesto nelle dinamiche di consumo. La famiglia viene vista come terminale privilegiato della comunicazione di massa e luogo naturale di consumo. In questo quadro, il rapporto tra mass media e nucleo familiare assume una configurazione complessa: la famiglia non è l'oggetto delle rappresentazioni mediatiche, né un terminale passivo della comunicazione, ma un agente attivo delle pratiche di consumo.
L'idea della famiglia come soggetto di consumo, si basa sul principio che la famiglia è una rete complessa di relazioni, sia interne (le relazioni tra i membri del nucleo) sia esterne (il rapporto tra famiglia e il contesto lavorativo, scolastico, istituzionale.). In questo contesto, la famiglia funziona da filtro rispetto ai messaggi prodotti e diffusi dai mass media. Il rapporto tra mass media e famiglia si configura qui come un'interazione complessa che vede la famiglia impegnata a contrattare il tempo e l'attenzione da tributare ai media e a metabolizzare i loro messaggi trasformandoli in risorse di conoscenza, di evasione, di relazione da investire e spendere nella vita quotidiana. Dal punto di vista teorico, l'attenzione passa interamente dalla valutazione degli effetti all'analisi delle interazioni che si attivano tra famiglia e media.

### De Kerckhove e le "psicotecnologie"
Popper si inserisce nella lunga serie degli studi che evidenziano effetti disastrosi, considerando la Tv come un mezzo prevalentemente unidirezionale, con contenuti statici, somministrati ad un pubblico passivo, ma altri considerano i media soprattutto come una straordinaria opportunità.
Questo è il caso di Derrick de Kerckhove, che così si esprime sull'argomento tanto discusso: "L'accelerazione delle tecnologie e delle comunicazioni, riconsentirà di rallentare i nostri ritmi e di scoprire la vera quiete. Quiete che può fornire lo scenario per una necessaria trasformazione psicologica, dato che, in ultima analisi, il potere cybertecnologico comporterà anche un impegno volto ad una maggiore conoscenza di sé."
De Kerckhove è allievo e successore di Marshall McLuhan – sociologo canadese dei media di massa, il quale negli anni sessanta parlava di epoca elettrica che si sostituiva alla passata epoca meccanica, e di come in questa nuova realtà sarebbe potuto emergere un villaggio globale. Nel villaggio globale di McLuhan abbiamo ancora l'influenza di entrambe le tecnologie e la conseguente compresenza di due modi di pensare ed agire.
Secondo de Kerckhove invece il "villaggio globale" di McLuhan è superato: siamo diventati tutti individui globali, grazie alle nuove possibilità di accesso alle comunicazioni satellitari e alle nostre infinite connessioni globali via internet. La globalizzazione non è un fenomeno riguardante la finanza e l'economia, ma la psicologia, lo stato mentale e la percezione. Per questo è interessante studiare i punti di intersezione tra i vari media. La globalizzazione di cui tanto si parla è prima di tutto un argomento che riguarda la psicologia." (tratto da un'intervista pubblicata su internet).
In La pelle della cultura, libro elaborato nel corso di molti anni di ricerca e riflessione, de Kerckhove illustra come i media elettronici abbiano esteso non solo il nostro sistema nervoso e i nostri corpi, ma anche e soprattutto la nostra psicologia. Sottolineando il ruolo cruciale della psicologia nella comprensione dei nuovi fenomeni comunicativi, de Kerckhove per primo introduce il termine Psicotecnologia: "qualunque tecnologia emuli, estenda o amplifichi il potere della nostra mente."
Per de Kerckhove la televisione è una psicotecnologia per eccellenza: essa viene intesa come un organo collettivo di teledemocrazia, che utilizza indagini di mercato e sondaggi per "scrutare il corpo sociale come ai raggi X". Ciò avviene perché la televisione è niente di meno che la proiezione del nostro "inconscio emotivo" e allo stesso tempo un'esteriorizzazione collettiva della psicologia del pubblico.